# Seyhan Kurt
Seyhan Kurt (Grenoble, 16. prosinca 1971.)  je francusko-turski pjesnik, pisac, antropolog i sociolog.

## Životopis
Rođen je u komuni Bourgoin-Jallieu u Grenobleu u Francuskoj. Studirao je na École de Jean Jaurès u Lyonu. Studirao je slikarstvo u Francuskoj, a dramaturgiju i povijest umjetnosti u Izmiru. Godine 1992. i 1993. izlaže svoje slike u apstraktnom stilu i tehnici ulja na dvije samostalne izložbe u Državnoj galeriji likovnih umjetnosti Mersin. Studirao je francuski jezik i književnost, sociologiju i antropologiju. Bavio se istraživanjem arhitekture i urbane kulture u Italiji i Grčkoj. Magistrirao je na Sveučilištu u Ankari, Fakultetu za jezik, povijest i geografiju, Odsjek za antropologiju.
Godine 2020. uredio je knjigu Faliha Rıfkıja Ataya Coast of Taymis (1934.), političku, sociološku i antropološku analizu njegovih zapažanja tijekom putovanja Engleskom i Europom.
U svojoj knjizi From Household to Home State iz 2021., koju je objavio İletişim Publication, istaknuo je važnost ne samo arhitekture, već i disciplina poput antropologije i sociologije koje ispituju svakodnevne prakse, propise i fenomene potrošnje kada se bave konceptom „turske kuće“. U svom je studiju usvojio interdisciplinarnu metodu koristeći različita polja od turske kinematografije do usmene kulture. Intervjui sa Seyhanom Kurtom 2021. i 2022. objavljeni su na Mediascope TV, Bisavblog, Artfulliving i novinama Hürriyet.
Između 1990. i 2017. neke od njegovih pjesama prevedene su na francuski, engleski, njemački, grčki i estonski.

## Djela
Zatvori oči (1993.)
Sudbina (1995.)
Predaja (2002.)
Vode koje teku kroz nas (2004.)
Putnik (2012.)
Svima i nikome (2017.)
Arhitektura, uređenje i praksa u "Turskoj kući" (2021.)